# Friedrich Meisterlin
Johann Friedrich Meisterlin (* 25. Februar 1789 in Hanau; † 29. Juni 1847 in Kassel) war ein deutscher Politiker und Minister im Kurfürstentum Hessen.

## Familie
Friedrich Meisterlins Vater war der Hofgerichtsrat Karl Dietrich Meisterlin, seine Mutter Jacobine Ricordon. Er heiratete 1813 die Pfarrerstochter Luise Weiß, die Tochter des Pfarrers Karl Friedrich Weiß. Das einzige Kind, die Tochter Luise (1814–1853) heiratete Ludwig Schenck zu Schweinsberg (1811–1889), später Kommandant von Kassel.

## Laufbahn
Meisterlin besuchte ab 1800 das Gymnasium in Hanau, studierte ab 1805 Jura in Marburg und wechselte 1806 nach Heidelberg. 1807 wurde er Advokat und Prokurator am Hofgericht Hanau, 1813 Aktuar am Friedensgericht Hanau. 1814 bis 1821 war er Amtmann im Amt Veckerhagen (seit 1818 mit dem Titel „Rat“). 1821 wurde er zum Kreisrat des Kreises Eschwege, 1822 in Hofgeismar ernannt. Seit 1824 amtierte er als Kammerrat bei der Finanzkammer in Kassel. Ab November 1831 leitete er als Direktor die Steuerkommission in Kassel. Seit Mai 1832 agierte er als Landtagskommissar bei der Kurhessischen Ständeversammlung und behielt dieses Amt auch auf den folgenden Landtagen bis September 1834 bei. Zwischen Februar 1834 und September 1834 war er als Ministerialdirektor zusätzlich Vorstand des kurhessischen Finanzministeriums. 1835 wurde er Zweiter Direktor und 1836 bis 1847 alleiniger Direktor der Oberfinanzkammer Kassel.
Daneben war er von 1826 bis 1834 Mitglied des leitenden Ausschusses des Handels- und Gewerbevereins, 1841 bis 1847 Mitglied der Direktion der Zivil-, Witwen- und Waisenanstalt und 1845 bis 1847 Direktor der Leih- und Kommerzbank in Kassel.

## Auszeichnungen
- 1829: Ritter des Weimarer Falkenordens
- 1830: Ritterkreuz des Guelphen-Ordens
- 1831: Ritter II. Klasse des Roten Adlerordens
- 1831: Kommandeur II. Klasse des Großherzoglich Hessischen Ludwigsordens
- 1845: Kommandeur II. Klasse des Kurhessischen Löwenordens[1]